# Ісе (поетеса)
Ісе́ (877 ? — 938 ?) — справжнє ім'я й точні роки життя невідомі; одна з найкращих поетес доби Хейан, яка увійшла до плеяди «тридцяти шести безсмертних поетів» середньовічної Японії.

## Життєпис
Походила з роду Північних Фудзівара з клану Фудзівара. Нащадок Фудзівара но Манацу, старшого сина Фудзівара но Утімаро, Правого міністра. Батько Ісе — Фудзівара-но Цугукаґе в 885—890 рр. був кокусі провінції Ісе (нині префектура Міе) — звідси походить ім'я поетеси.
Певний час поетеса служила у свиті імператриці Онсі-тюґу — дружини імператора Уда (867—931, роки правління: 887—897) і вважалася її улюбленицею. Була організаторкою й учасницею багатьох поетичних конкурсів при дворі, зокрема відомого «Турніру в палаці Тендзі-ін» (913 р.).
Легенда приписує їй драматичний любовний зв'язок із Фудзіварою Наріхірою, який був рідним братом імператриці Онсі. Після відставки імператора Уда, коханкою якого, за легендою, вона також була й від якого, як вважається, мала сина, Ісе стає наложницею принца Ацуйосі й народжує доньку Накацукасу, яка пізніше теж стала відомою поетесою.
Надзвичайно емоційні, ліричні, а іноді романтичні вірші Ісе містяться в багатьох поетичних антологіях доби Хейан. Антологія «Сінкокінвакасю», наприклад, містить 15 її поезій. Збереглася також приватна збірка поетичних творів поетеси.